# 제시카 레인
제시카 레인(영어: Jessica Raine, 1982년 ~ )은 잉글랜드의 배우로 TV 시리즈인 <콜 더 미드와이프>(2012-2014년)에서 제니 리 역과 TV 영화 <시공간의 모험>(2013년) 에서 베리티 램버트 역으로 유명하다. <비커밍 엘리자베스>에서 엘리자베스 1세의 십대 시절을 연기하기도 했다.

## 어린 시절과 교육
제시카 레인은 1982년 5월 20일 제시카 헬렌 로이드란 이름으로 헤리퍼드셔주의 이어디슬리에서 태어나 아버지의 농장에서 자라났다. 농업과 함께 여러 세대에 걸쳐 접골업자로 잘 알려진 베이햄 홀의 로이드 가문의 자손인 아버지 알란 로이드와 댄서 훈련을 받고 이후 간호사로 일했던 어머니 수 사이 두 딸 중 동생이었다. 헤리퍼드셔주의 킹튼에서 교육을 받았고 아버지가 이어디슬리의 작은 극단에서 아마추어로 활동하는 것을 보았던 13세부터 배우가 되고 싶어했다.
대학 입시 준비과정에서 연극을 공부했고 헤리포드 미술대학에서 사진을 배운 후 브리스톨의 웨스트 잉글랜드 대학에서 연극과 문화학을 공부했다. 졸업 후 지원한 모든 연기학교들에서 떨어지고 태국에 가서 영어를 가르쳤다.

## 배우 경력

### 연극배우
1년 후 영국으로 돌아와 왕립연극학교에 두 번째로 응시하여 합격한다. 학교에 들어가기 위해 런던으로 이주했고 파트타임으로 웨이트리스와 영국통신사에서 일했다.
2008년 졸업 후 사이먼 스티븐슨의 연극 <하퍼 리건>에서 레슬리 샤프의 딸 역으로 시작하여 데이비드 헤어의 연극 <겟세마네>에서 타스민 그렉의 16세 딸 역 등으로 성공적인 활동을 펼친다.
이후 영국 국립극장에서 마이크 바틀릿의 연극 <런던 지진>에서 십대 말괄량이 재스민 역을 맡았고 클리포드 오뎃의 <로케트 투 더 문>에서 비서역을 연기했다. 또 <고스트 앤드 펑크 록>에서의 연기로 맨체스터 이브닝 뉴스 어워드의 여우조연상을 받았다. 또 영 빅에서 리바이벌한 미들톤과 라울리의 17세기 비극 <체인지링>과 2012년 런던 콜로세움에서 <비욘드 발레 뤼스>에도 출연했다.

### 영화, 라디오, 텔레비전
제시카 레인의 첫 영상물 출연은 2009년 TV 시르즈 <개로우의 법>과 2010년 영화 <로빈 후드>에서의 작은 역이었다.
그리고 BBC 드라마 <콜 더 미드와이프> 첫 세 시리즈에서 제니 리라는 주연으로 연기하다 2014년 3월에 세 번째 시리즈를 끝으로 미국에서 영화 활동을 할 계획이라고 발표했다.
라디오의 경우 BBC 라디오에서 2011년 4월에 방송한 머레이 골드의 <카프카 더 뮤지컬>에서 펠리체 역과 2011년 2월에 방송한 에드 해리스의 <더 월>에서 케이시 역을 맡았다.
2013년 <닥터 후>의 에피소드 "하이드"에 게스트로 출연했고 그 해 50주년 기념으로 만든 시리즈로 사실에 기반한 드라마 <시공간의 모험>에서 닥터 후의 첫 제작자였던 베리티 램버트를 연기했다.
2014년 2월 BBC의 경찰 드라마 <라인 오브 듀티> 두 번째 시리즈에서 반부패 부서인 AC12의 조지아 트로트맨 수사관으로 캐스팅되었다.
2015년 7월 레인은 애거사 크리스티의 토미와 터펜스 이야기로 만든 <파트너스 인 크라임> 시리즈에서 터펜스 역을 맡았다. 원작의 배경은 1920년대이나 드라마에서는 1952년으로 잡았다.
2017년에는 <라스트 포스트> 시리즈에서 앨리슨 레이스웨이트 역을 연기했는데 그때까지 맡은 역들 중에서 "가장 좋아하는 배역"이라며 "그 역을 통해 진정한 변신을 이루었다. 그녀는 일종의 자기파괴적이고 재치있는 인물로 좌절감에 지루함이 더해진 현실의 벽에 도전하지만 동시에 그저 재미를 찾고자 한다"고 했다. 이는 <콜 더 미드와이프>와는 매우 다른 성격의 배역이었다.
2019년에는  BBC의 드라마 시리즈 <밥티스트>에서 네덜란드 유로폴의 영국 연락관 제네비브 테일러 역을 맡았다.

## 사생활
제시카 레인은 2013년 연극 <런던 지진>에서 만난 동료 배우 톰 굿맨-힐과 2013년부터 사귀다가 2015년 8월 30일에 결혼했고 2019년에 아들을 낳았다.

## 출연 작품

###### 영화
| 년도 | 제목                              | 배역        | 기타     |
| ---- | --------------------------------- | ----------- | -------- |
| 2010 | 로빈 후드 (Robin Hood)            | 이사벨 공주 |          |
| 2011 | 엘스웨어 (Elsewhere)              | 캐시        | 단편영화 |
| 2012 | 우먼 인 블랙 (The Woman in Black) | 유모        |          |
| 2018 | 벤자민 (Benjamin)                 | 빌리        |          |
| 2019 | 블랙 쇼어 (Black Shore)           | 홀리        | 단편영화 |
| 2019 | 카밀라 (Carmilla)                 | 미스 폰테인 |          |

### TV
| 년도      | 제목                                                          | 배역                | 기타                   |
| --------- | ------------------------------------------------------------- | ------------------- | ---------------------- |
| 2009      | 개로우의 법 (Garrow's Law)                                    | 앤 포터             | 1, 2편                 |
| 2012–2014 | 콜 더 미드와이프 (Call the Midwife)                           | 제니 리             | 총 23편                |
| 2013      | 닥터 후 (Doctor Who)                                          | 엠마 갈링           | "하이드" 편            |
| 2013      | 어드벤처 인 스페이스 앤 타임 (An Adventure in Space and Time) | 베리티 램버트       | TV 영화                |
| 2014      | 라인 오브 듀티 (Line of Duty)                                 | DC 조지아 트로트맨  | "앰부시" 편            |
| 2015      | 울프 홀 (Wolf Hall)                                           | 제인 로스포드       | 총 6편                 |
| 2015      | 포티튜드 (Fortitude)                                          | 줄스 서터           | 총 10편                |
| 2015      | 파트너스 인 크라임 (Partners in Crime)                        | 터펜스 베레스포드   | 총 6편                 |
| 2016      | 제리코 (Jericho)                                              | 애니 퀘인테인       | 총 8편                 |
| 2016      | 인사이드 넘버 9 (Inside No. 9)                                | 캐시                | "악마의 크리스마스" 편 |
| 2017      | 라스트 포스트 (The Last Post)                                 | 앨리슨 레이스웨이트 | 총 6편                 |
| 2018      | 패트릭 멜로우즈 (Patrick Melrose)                             | 줄리아              | 총 5편                 |
| 2018      | 인포머 (Informer)                                             | 에밀리 워터스       | 총 6편                 |
| 2019      | 밥티스트 (Baptiste)                                           | 제네비브 테일러     | 총 4편                 |
| 2022      | 비커밍 엘리자베스 (Becoming Elizabeth)                        | 캐서린 파           | 총 5편                 |
| 2022      | 데블스 아워 (The Devil's Hour)                                | 루시 챔버스         | 총 6편                 |

## 수상
| 년도 | 상                             | 부문                            | 후보작                                                          | 결과 |
| ---- | ------------------------------ | ------------------------------- | --------------------------------------------------------------- | ---- |
| 2009 | 맨체스터 이브닝 뉴스 연극상    | 여우조연상                      | 펑크 록 (Punk Rock)                                             | 수상 |
| 2010 | 이안 찰슨 상                   | 연극연기상                      | 고스트 (Ghosts)                                                 | 후보 |
| 2012 | 사우스 뱅크 스카이 아트 어워드 | TV 드라마                       | 콜 더 미드와이프 (Call the Midwife)                             | 후보 |
| 2014 | 크리틱스 초이스 텔레비전 어워  | 여우조연상 (영화 및 미니시리즈) | 어드벤처 인 스페이스 앤 타임 (An Adventure in Space and Time)\| | 후보 |